# Pallacanestro Treviso 2004-2005
Questa voce raccoglie le informazioni riguardanti la Pallacanestro Treviso nelle competizioni ufficiali della stagione 2004-2005.

## Stagione
La stagione 2004-2005 della Pallacanestro Treviso sponsorizzata Benetton, è la 21ª nel massimo campionato italiano di pallacanestro, la Serie A.
All'inizio della nuova stagione la Lega Basket decise di modificare il regolamento riguardo al numero di giocatori extracomunitari consentiti per ogni squadra che così passò a tre.

## Roster
Aggiornato al 22 dicembre 2021.
| Benetton Treviso 2004-2005 | Benetton Treviso 2004-2005 |
| Giocatori                  | Staff tecnico              |
| -------------------------- | -------------------------- |

| N. | Naz.                                        | Ruolo | Nome                | Anno | Alt.   | Peso   |  |
| -- | ------------------------------------------- | ----- | ------------------- | ---- | ------ | ------ |  |
| 4  | Lituania (bandiera)                         | GA    | Ramūnas Šiškauskas  | 1978 | 198 cm | 98 kg  |  |
| 5  | Francia (bandiera)                          | P     | Paccelis Morlende   | 1981 | 189 cm | 85 kg  |  |
| 6  | RD del Congo (bandiera) · Svezia (bandiera) | P     | Olivier Ilunga      | 1983 | 185 cm | 90 kg  |  |
| 7  | Italia (bandiera)                           | AP    | Matteo Soragna      | 1975 | 196 cm | 95 kg  |  |
| 8  | Italia (bandiera)                           | C     | Denis Marconato (C) | 1975 | 211 cm | 115 kg |  |
| 9  | Italia (bandiera)                           | P     | Massimo Bulleri     | 1977 | 188 cm | 83 kg  |  |
| 10 | Slovenia (bandiera)                         | AC    | Uroš Slokar         | 1983 | 210 cm | 110 kg |  |
| 10 | Germania (bandiera)                         | AP    | Denis Wucherer      | 1973 | 195 cm |        |  |
| 11 | Italia (bandiera)                           | C     | Andrea Bargnani     | 1985 | 211 cm | 106 kg |  |
| 12 | Stati Uniti (bandiera)                      | G     | Marlon Garnett      | 1975 | 188 cm | 84 kg  |  |
| 13 | Stati Uniti (bandiera) · Israele (bandiera) | A     | David Bluthenthal   | 1980 | 201 cm | 103 kg |  |
| 14 | Slovacchia (bandiera)                       | C     | Gabriel Szalay      | 1986 | 215 cm |        |  |
| 14 | Italia (bandiera)                           | P     | Alberto D'Incà      | 1987 | 188 cm |        |  |
| 15 | Italia (bandiera)                           | AG    | Agostino Li Vecchi  | 1970 | 204 cm | 100 kg |  |
| 15 | Italia (bandiera)                           | C     | Gino Cuccarolo      | 1987 | 220 cm | 120 kg |  |
| 16 | Italia (bandiera)                           | PG    | Luca Sottana        | 1982 | 186 cm | 82 kg  |  |
| 18 | Stati Uniti (bandiera)                      | AG    | Marcus Goree        | 1977 | 203 cm | 111 kg |  |
| 19 | Stati Uniti (bandiera) · Italia (bandiera)  | C     | Joey Beard          | 1975 | 210 cm | 110 kg |  |
| 20 | Italia (bandiera)                           | G     | Francesco Corradini | 1986 | 194 cm |        |  |
| 20 | Italia (bandiera)                           | G     | Cesare Monzardo     | 1989 | 192 cm |        |  |
| -  | Italia (bandiera)                           | C     | Daniele Magro       | 1987 | 206 cm | 102 kg |  |

| Allenatore                                                                                |
| - Ettore Messina                                                                          |
| Assistente/i                                                                              |
| - Emanuele Molin - Francesco Vitucci Legenda - (C) Capitano - (IN) Inattivo - Infortunato |

## Mercato

### Sessione estiva
| Acquisti | Acquisti               | Acquisti           | Acquisti      | Acquisti |
| R.       | Nome                   | da                 | Modalità      |          |
| -------- | ---------------------- | ------------------ | ------------- | -------- |
| C        | Joey Beard             | Ostenda            | definitivo    |          |
| AG       | Marcus Goree           | Gran Canaria       | definitivo    |          |
| AP       | Matteo Soragna         | Pall. Biella       | definitivo    |          |
| GA       | Ramūnas Šiškauskas     | Lietuvos rytas     | definitivo    |          |
| G        | Marlon Garnett         | Pall. Messina      | definitivo    |          |
| P        | Paccelis Morlende      | Digione            | definitivo    |          |
| P        | Olivier Ilunga         | Solna Vikings      | definitivo    |          |
| C        | Daniele Magro          | Piovese            | definitivo    |          |
| C        | Gabriel Szalay         | Inter Bratislava   | definitivo    |          |
| AP       | Manuchar Mark'oishvili | Mitteldeutscher BC | fine prestito |          |
| PG       | Luca Sottana           | Fulgor L. Forlì    | fine prestito |          |

| Cessioni | Cessioni               | Cessioni         | Cessioni       | Cessioni |
| R.       | Nome                   | a                | Modalità       |          |
| -------- | ---------------------- | ---------------- | -------------- | -------- |
| G        | Jermaine Jackson       | Valencia         | fine contratto |          |
| AG       | Guilherme Giovannoni   | Pall. Biella     | prestito       |          |
| GA       | Maurice Evans          | Sacramento Kings | fine contratto |          |
| A        | Riccardo Pittis        |                  | ritirato       |          |
| AG       | Jorge Garbajosa        | Málaga           | fine contratto |          |
| AG       | Marcelo Nicola         | B.K. Kiev        | fine contratto |          |
| AG       | Ademola Okulaja        | Valencia         | fine contratto |          |
| P        | Tyus Edney             | Virtus Roma      | fine contratto |          |
| AP       | Manuchar Mark'oishvili | Olimpija Lubiana | prestito       |          |
| G        | Stefano Borsato        | Basket Istrana   | fine contratto |          |
| A        | Patrick Baldassarre    | College Italia   | fine contratto |          |

### Dopo l'inizio della stagione
| Acquisti | Acquisti           | Acquisti            | Acquisti     | Acquisti   |
| R.       | Nome               | da                  | Data         | Modalità   |
| -------- | ------------------ | ------------------- | ------------ | ---------- |
| AG       | Agostino Li Vecchi | Virtus Bologna      | gennaio 2005 | definitivo |
| A        | David Bluthenthal  | Din. S. Pietroburgo | gennaio 2005 | definitivo |
| AP       | Denis Wucherer     | Bayer Leverkusen    | aprile 2005  | definitivo |

| Cessioni | Cessioni           | Cessioni            | Cessioni     | Cessioni       |
| R.       | Nome               | a                   | Data         | Modalità       |
| -------- | ------------------ | ------------------- | ------------ | -------------- |
| AC       | Uroš Slokar        | Amici Pall. Udinese | gennaio 2005 | rescissione    |
| AG       | Agostino Li Vecchi | A. Costa Imola      | gennaio 2005 | fine contratto |